# رينو (باركر كاونتي)
رينو، باركر كاونتي (بالإنجليزية: Reno, Parker County)‏ هي مدينة أمريكية تقع في ولاية تكساس.تبلغ مساحة هذه المدينة 33.3 (كم²)،ويبلغ عدد سكانها 2494 نسمة حسب إحصاء سنة 2010 م.

## التركيبة السكانية
حدّد مكتب تعداد الولايات المتحدة بيانات التركيبة السكانية لرينو في تعداد الولايات المتحدة. في ما يلي، التركيبة السكانية حسب تعدادي 2000 و2010.

### تعداد عام 2000
بلغ عدد سكان رينو 2,441 نسمة بحسب تعداد عام 2000، وبلغ عدد الأسر 851 أسرة وعدد العائلات 676 عائلة مقيمة في المدينة. في حين سجلت الكثافة السكانية 71.4 نسمة لكل كيلومتر مربع (184.9/ميل2). وبلغ عدد الوحدات السكنية 943 وحدة بمتوسط كثافة قدره 27.6 لكل كيلومتر مربع (71.5/ميل2).
وتوزع التركيب العرقي للمدينة بنسبة 94.72% من البيض و0.37% من الأمريكيين الأفارقة و0.94% من الأمريكيين الأصليين و0.12% من الأمريكيين ذوي الأصول الآسيوية و2.29% من الأعراق الأخرى و1.56% من عرقين مختلطين أو أكثر و5.61% من الهسبانيون أو اللاتينيون من أي عرق.
بلغ عدد الأسر 851 أسرة كانت نسبة 45.4% منها لديها أطفال تحت سن الثامنة عشر تعيش معهم، وبلغت نسبة الأزواج القاطنين مع بعضهم البعض 62.6% من أصل المجموع الكلي للأسر، ونسبة 12.3% من الأسر كان لديها معيلات من الإناث دون وجود شريك، بينما كانت نسبة 4.5% من الأسر لديها معيلون من الذكور دون وجود شريكة وكانت نسبة 20.6% من غير العائلات. تألفت نسبة 15.6% من أصل جميع الأسر من عدة أفراد يعيشون في نفس المنزل ونسبة 5.2% كانت تتألف من شخص يعيش بمفرده يبلغ من العمر 65 عاماً أو أكثر. وبلغ متوسط حجم الأسرة المعيشية 2.87، أما متوسط حجم العائلات فبلغ 3.16.
بلغ العمر الوسطي للسكان 34.8 عاماً. وكانت نسبة 29.2% من القاطنين تحت سن الثامنة عشر، وكانت نسبة 8% بين الثامنة عشر والرابعة والعشرين عاماً، ونسبة 31.6% كانت واقعةً في الفئة العمرية ما بين الخامسة والعشرين والرابعة والأربعين عاماً، ونسبة 22.2% كانت ما بين الخامسة والأربعين والرابعة والستين، ونسبة 8.9% كانت ضمن فئة الخامسة والستين عاماً فما فوق. يوجد لكل 100 أنثى 100.2 ذكر، ويوجد لكل 100 أنثى في الثامنة عشر من عمرها فما فوق 96.8 ذكر.
بلغ متوسط دخل الأسرة في المدينة 41,179 دولارًا، أما متوسط دخل العائلة فبلغ 45,764 دولارًا. وكان متوسط دخل الذكور 37,356 دولارًا مقابل 25,000 دولارًا للإناث. وسجل دخل الفرد الخاص بالمدينة 17,557 دولارًا. وكانت نسبة 10.3% من العائلات ونسبة 10.7% من السكان تحت خط الفقر، وكان من هؤلاء نسبة 13.4% تحت سن الثامنة عشر ونسبة 15.9% في الخامسة والستين من العمر وما فوق.

### تعداد عام 2010
بلغ عدد سكان رينو 2,494 نسمة بحسب تعداد عام 2010، وبلغ عدد الأسر 910 أسرة وعدد العائلات 693 عائلة مقيمة في المدينة. في حين سجلت الكثافة السكانية 72.9 نسمة لكل كيلومتر مربع (188.8/ميل2). وبلغ عدد الوحدات السكنية 1,027 وحدة بمتوسط كثافة قدره 30 لكل كيلومتر مربع (77.7/ميل2).
وتوزع التركيب العرقي للمدينة بنسبة 94.55% من البيض و0.12% من الأمريكيين الأفارقة و1% من الأمريكيين الأصليين و0.24% من الأمريكيين ذوي الأصول الآسيوية و2.29% من الأعراق الأخرى و1.80% من عرقين مختلطين أو أكثر و9.58% من الهسبانيون أو اللاتينيون من أي عرق.
بلغ عدد الأسر 910 أسرة كانت نسبة 37% منها لديها أطفال تحت سن الثامنة عشر تعيش معهم، وبلغت نسبة الأزواج القاطنين مع بعضهم البعض 59.2% من أصل المجموع الكلي للأسر، ونسبة 10.8% من الأسر كان لديها معيلات من الإناث دون وجود شريك، بينما كانت نسبة 6.2% من الأسر لديها معيلون من الذكور دون وجود شريكة وكانت نسبة 23.8% من غير العائلات. تألفت نسبة 19.2% من أصل جميع الأسر من عدة أفراد يعيشون في نفس المنزل ونسبة 7% كانت تتألف من شخص يعيش بمفرده يبلغ من العمر 65 عاماً أو أكثر. وبلغ متوسط حجم الأسرة المعيشية 2.74، أما متوسط حجم العائلات فبلغ 3.08.
بلغ العمر الوسطي للسكان 40.9 عاماً. وكانت نسبة 24.9% من القاطنين تحت سن الثامنة عشر، وكانت نسبة 7.3% بين الثامنة عشر والرابعة والعشرين عاماً، ونسبة 24.3% كانت واقعةً في الفئة العمرية ما بين الخامسة والعشرين والرابعة والأربعين عاماً، ونسبة 31.6% كانت ما بين الخامسة والأربعين والرابعة والستين، ونسبة 11.9% كانت ضمن فئة الخامسة والستين عاماً فما فوق. وتوزع التركيب الجنسي للسكان بنسبة 49.8% ذكور و50.2% إناث.